# Cayo Norbano Flaco

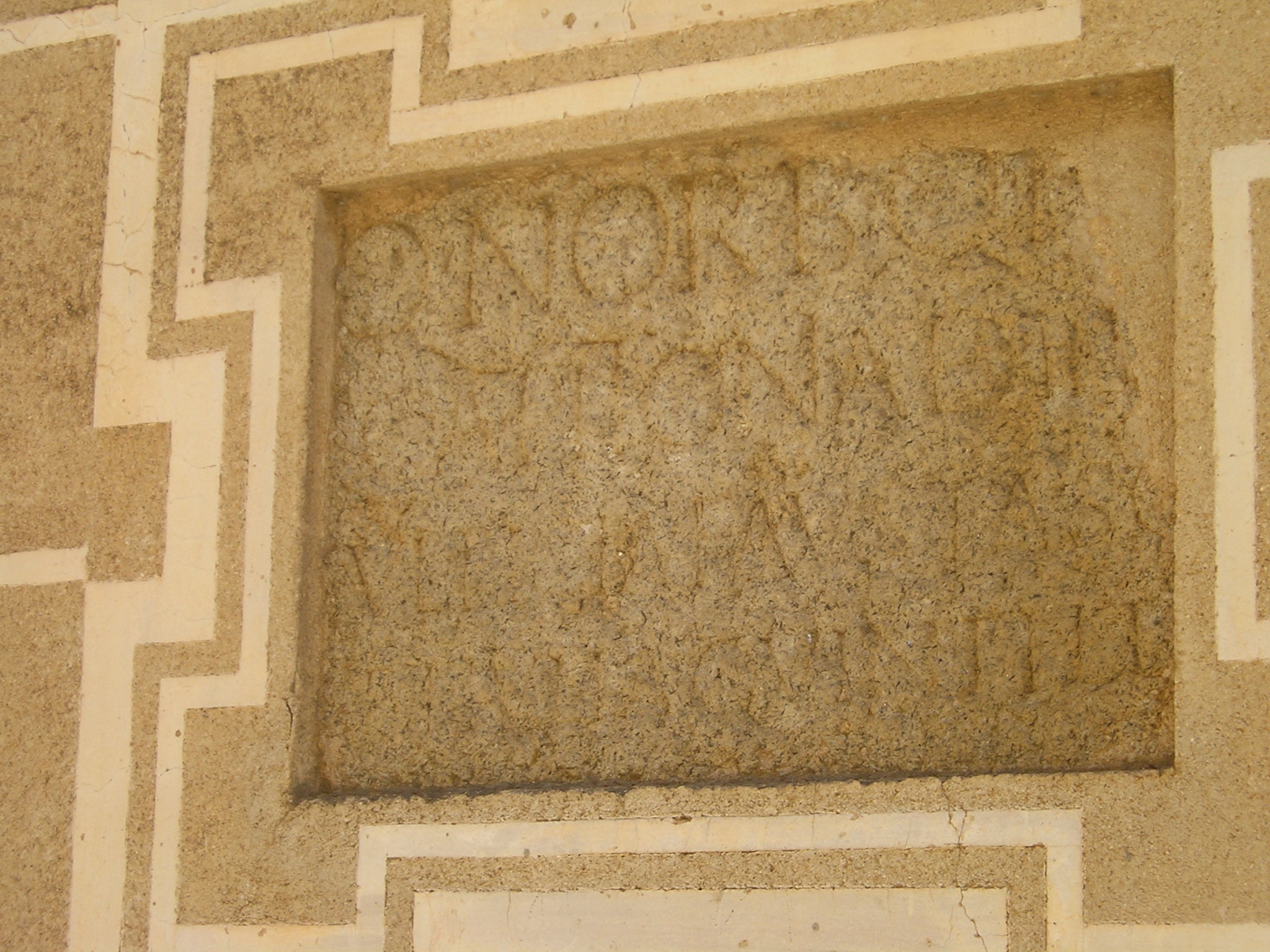
Inscripción funeraria de Q. Norbanus Capito del en el casco histórico de Cáceres, que muestra que la clientela del proconsul. C. Norbanus Flaccus participó en la fundación de la Colonia Norba Caesarina.

Cayo o Gayo Norbano Flaco  fue un político y militar romano, cuya carrera se desarrolló en los turbulentos años finales de la República romana.

## Familia
De origen etrusco, Flaco era el nieto de Cayo Norbano Balbo, cónsul en 84 a. C. Su familia había sufrido las proscripciones de Sila; tampoco consiguió ser favorecida bajo el régimen de Julio César.

## Carrera pública
Debió ser pretor en 43 a. C. y su primera aparición en las fuentes clásicas se refiere a su participación en las batallas de Filipos en Macedonia a las órdenes de Marco Antonio y Augusto junto con Lucio Decidio Saxa, con ocho legiones, frustrando las maniobras de Marco Junio Bruto y Cayo Casio Longino en 42 a. C. A medida que fueron superados en número, Saxa y Norbano ocuparon una posición cerca de Filipos que impedía a los republicanos seguir adelante. Por una estratagema de Bruto y Casio, Norbano abandonó su puesto, aunque descubrió su error a tiempo para recuperar su posición anterior. Cuando finalmente Bruto y Casio lograron desbordarlos, Norbano y Saxa se retiraron hacia Anfípolis. Tras la victoria, Marco Antonio le encomendó el control de esta ciudad para evitar el reagrupamiento de los partidarios de los cesaricidas supervivientes de la batalla.
Sus servicios fueron premiados con el consulado en 38 a. C., que desempeñó junto con Apio Claudio Pulcro, para luego ser enviado a la provincia de Hispania Ulterior entre 37 y 34 a. C., donde reprimió la inestabilidad de la provincia y logró con ello obtener un triunfo en Roma celebrado el 12 de octubre de 34 a. C.; además, en Hispania, fundó, siguiendo directrices de Augusto, la colonia Norba Caesarina.
Tras haberse decantado en favor de Augusto, su cursus honorum continuó como procónsul de la provincia de Asia, después de la victoria de Actium. Por último, culminó su carrera en Roma como miembro del colegio sacerdotal de los XV viri Sacris Faciundis en 17 a. C.

## Matrimonio y descendencia
Norbano estaba casado con una hija de Lucio Cornelio Balbo el Menor, y su hijo Cayo Norbano Flaco fue cónsul ordinario en 24 a. C. y sus nietos Cayo Norbano Flaco y Lucio Norbano Balbo alcanzaron el consulado, respectivamente, en 15 y 19.